# Eusirus perdentatus
Eusirus perdentatus är en kräftdjursart som beskrevs av Édouard Chevreux 1912. Eusirus perdentatus ingår i släktet Eusirus och familjen Eusiridae. Inga underarter finns listade i Catalogue of Life.